# النساء في الحرب والجيش (1900-1945)
هذا الجدول الزمني للنساء في الحرب والجيش (1900-1945) يتناول دور المرأة في الجيش في جميع أنحاء العالم من عام 1900 من خلال 1945. وبحلول نهاية القرن التاسع عشر النساء في بعض البلدان قد بدأن العمل في أدوار محدودة في مختلف فروع الجيش. كان الحدثين الرئيسيين في هذه الفترة الزمنية الحرب العالمية الأولى والحرب العالمية الثانية. يرجى الاطلاع على النساء في الحرب العالمية الأولى والنساء في الحرب العالمية الثانية لمزيد من المعلومات.